# 在日フランス商工会議所
在日フランス商工会議所（ざいにちフランスしょうこうかいぎしょ、フランス語: Chambre de commerce et d'industrie française au Japon、略称: CCIFJ, CCI France Japon、英語: French Chamber of Commerce and Industry in Japan）は、日仏のビジネス界を結ぶ交流機関として、1918年に創立された在日外国商工会議所。日本に進出するフランス企業のほぼ全社と、フランスと結びつきのある日本企業、またこれからフランスとの関係の構築や強化を希望する日本企業が入会している。
会議所は5つの部署（事業開発部、イベント企画部、経理・総務部、会員サービス・広報・事業推進・人材開発部、　東京外拠点部）から成る。

## 概要
日本で最も古く設立された外国の在日商工会議所であり、在日商工会議所の中で唯一法人格を有している（2018年4月現在）。

## サービス

### イベント企画部
日仏のビジネス交流を活発にする目的で、様々なイベントを毎年100回以上開催している。CCIFJ例会では、経済界、政界、金融界で活躍する専門家や著名人を招き、参加者との交流の場を提供している。パリクラブ（日仏経済交流会：フランスに見識が深い日本人ビジネスマンで構成される日仏経済関係を支援する団体） との共催で、経済・文化関連の講演会や懇親会を定期的に開催している。また、年に一度のイベントとしては、日仏フォーラム及びガラ・パーティー等が開催されている。日仏フォーラムには、日本の主要新聞社と共催で、日仏実業界のキーパーソンを招いている。ジャック・シラク大統領が特別ゲストに招かれたこともある。ガラ・パーティーには、毎年750名を越す日仏ビジネスマンが参加している。

### 事業開発部
パリ商工会議所を始めとするフランス各地に商工会議所とのネットワークを活かし、フランス市場でのビジネス展開を検討している日本企業（会員企業及び非会員企業）に向けた様々な有料サービスを行っている。フランス企業に対しては、日本市場でのビジネス展開を支援している。サービス内容は、マーケットリサーチ、フィジビリティー調査（対象国でのポテンシャルを測るための調査）、ミッション（将来のパートナー候補企業若しくは顧客候補企業とのミーティング）のオーガナイズ等である。

### 広報・事業推進部
日仏経済界のコミュニケーションをより活発にし、企業に有益な情報を提供することを目的に活動。企業の要望に応じて、コミュニケーション、プロモーション活動の支援を行う。日仏語バイリンガルのビジネス雑誌「フランス・ジャポン・エコー」や日仏経済界の情報ポータルウェブサイト「CCIFJウェブサイト」などのメディアを持つ。

### 人材開発部
会員企業向け（主にフランス企業）の人材紹介を行っている。毎年100件以上の求人案件を取り扱い、1,000人を超える求職者のデータが登録されている。求職者は、ホームページ上から、オンライン登録及び求人への応募が可能となっている。求職者の希望職種や経験をもとに、応募をしなくともフランス商工会議所から仕事の紹介が届くこともある。求職者はフランス語又は英語のどちらかが堪能であれば登録できる。
フランス企業といえば、日本ではファッション（衣服、鞄等）や香水・化粧品、食品（チーズ、チョコレート等）や酒類（ワイン、シャンパン等）の製造・輸入・販売で有名だが、原子力や宇宙開発、高速鉄道、大型航空機や自動車等の技術部門も発達している。また、ホテル業やコンサルタント会社、金融・保険業、情報処理産業や貨物運送手配業で活躍している在日フランス系企業の数も増加している。非金属無機製品製造業分野でも、規模の大きい企業がみられる。
日本又は海外で実務経験のある人々を対象とした案件が殆どで、新卒者が応募できる案件は少ない。また、在日（仏系・日系）企業での仕事のみを扱っているため、フランスでの仕事は紹介してもらえない。
また、在日フランス商工会議所会員企業の社員を対象に、「職業研修セミナー」を通年実施している。フランス人スタッフ向けのセミナーと、フランス人と働く日本人向けのセミナーと二種類あり、ビジネスマナーや異文化マネジメントの問題等を取り扱っている。年に4回、「人材開発委員会」も開催されている。委員会では、中小企業の責任者、大手企業の人事部長、弁護士を招き、人材開発の現状をテーマにディスカッションを行っている。
近年では、ジョブ・フェアの共同開催や、ジョブ・フォーラムへの参加、大学での説明会等も行っている。

## 出版
企画広報部は、会員及び日仏ビジネスに関心のある読者一般に向けて、様々な出版物を発行している。
- 在日フランス商工会議所会員名簿 - 日本に進出しているフランス企業のほぼ全社、フランス市場に関心を持つ多数の日本企業、在仏会員、個人会員の情報を掲載。
- 月刊ニュースレターオンライン - 在日フランス商工会議所の活動報告、日仏コミュニティーが参加するイベントレポート、催事カレンダー、実践フランス法等が日本語・フランス語の2ヶ国語で併記。
- 『フランス・ジャポン・エコー』 - 日本国内の出来事、社会動向、経済界のトピックスを取り上げ、専門家により解説やアンケート、日仏著名人へのインタビュー、法律、財政関連記事等を紹介。
- 『絹と光＝日仏交流の黄金時代（日仏交流史の黎明期から戦後まで）』（クリスチャン・ポラック著、2001年発行）
- 『筆と刀＝日本の中のもうひとつのフランス 1872年～1960年』（クリスチャン・ポラック著、2001年発行）